# Еран Захави
Еран Захави (хебр. ערן זהבי‎; 25. јул 1987) професионални је израелски фудбалер који игра на позицијама офанзивног везног и нападача. Тренутно наступа за Макаби Тел Авив и репрезентацију Израела.

## Клупска каријера
Омладинску каријеру Захави је провео у Хапоел Тел Авиву и Ирони Ришон Лециону, у свом родном граду. Године 2006. се придружио сениорском тиму Хапоела са којим је провео четири године укључујући и позајмицу Ирони Рамат Хашарону.
Због добрих партија зарадио је трансфер у Палермо где је играо на 23 лигашке утакмице и постигао два гола.
Дана 21. јануара 2013. године је потписао уговор са Макаби Тел Авивом. На почетку сезоне 2015/16. Захави је именован за новог капитена клуба. Са Макабијем је освојио три титуле шампиона Израела и постигао преко 120 голова у свим такмичењима.
Дана 29. јуна 2016. године Захави се придружио клубу Гуангџоу РФ. На дебију је забележио гол и асистенцију. Дана 13. јула је постигао хет-трик против Хебеј Чајна форчуна.
Дана 20. септембра 2020. је постао играч ПСВ Ајндховена. Дебитовао је у Лиги Европе против Розенборга када је забележио гол и асистенцију.

## Репрезентативна каријера
За репрезентацију је дебитовао против Малте у Квалификацијама за Европско првенство 2012. Први гол је постигао против Русије у Квалификацијама за Светско првенство 2014.

## Трофеји

### Клупски
Хапоел Тел Авив
- Премијер лига Израела: 2009/10.
- Куп Израела: 2009/10, 2010/11.

Макаби Тел Авив
- Премијер лига Израела: 2012/13, 2013/14, 2014/15.
- Куп Израела: 2014/15.
- Тото куп: 2014/15.

ПСВ Ајндховен
- Суперкуп Холандије: 2021.

### Индивидуални
- Израелски фудбалер године: 2013/14, 2014/15.
- Најбољи стрелац Премијер лиге Израела: 2013/14, 2014/15, 2015/16.
- Најбољи стрелац Суперлиге Кине: 2017, 2019.